# Ulla Dane
Ulla Dane, gift Terstedt, född 4 november 1926 i Hamrånge församling i Gävleborgs län, död 1 september 2017 i Sundbyberg, var en svensk skådespelare.
Hon debuterade 1946 i Gösta Folkes Kvinnor i väntrum och kom att medverka i totalt fyra filmer mellan åren 1946 och 1948.

## Filmografi
- 1946 – Kvinnor i väntrum
- 1947 – Försummad av sin fru
- 1947 – Livet i Finnskogarna
- 1948 – Lars Hård